# Időzítési diagram (Unified Modeling Language)
Az időzítési diagram a Unified Modeling Language 2.0-ban az interakciós diagramok egy speciális típusa, ahol a hangsúly az időzítési korlátokon van.
Az időzítési diagramok az objektumok viselkedésének feltárására szolgálnak egy adott időtartam alatt. Az időzítési diagram a szekvenciadiagram egy speciális formája. Az időzítési diagram és a szekvenciadiagram közötti különbség abban áll, hogy a tengelyek megfordulnak, így az idő balról jobbra növekszik, és az életvonalak különálló, függőlegesen elhelyezett rekeszekben jelennek meg.
Az időzítési diagramnak két alapvető változata van: a tömör jelölés és a robusztus jelölés. 

## Fordítás
- Ez a szócikk részben vagy egészben  a   Timing diagram (Unified Modeling Language) című angol Wikipédia-szócikk ezen változatának fordításán alapul.  Az eredeti cikk szerkesztőit annak laptörténete sorolja fel. Ez a jelzés csupán a megfogalmazás eredetét és a szerzői jogokat jelzi, nem szolgál a cikkben szereplő információk forrásmegjelöléseként.